# Maratón Internacional de Viña del Mar
El Maratón Internacional de Viña del Mar es un maratón de 42,195 kilómetros de trayecto, que se celebra cada año, desde el año 2013 en las calles de la ciudad chilena de Viña del Mar.
El circuito destaca por ser casi en su totalidad plano, por el borde costero, con una temperatura promedio de 18 grados Celsius.
Paralelamente se corre un Medio Maratón -21 kilómetros- y una corrida de 10 kilómetros.
En la última versión -2017- del “Maratón Internacional de Viña del Mar” se reunieron a más de 10.000 corredores por el borde costero de las ciudades de Viña del Mar, Valparaíso y Concón, transformándose así, en la segunda Maratón más masiva en Chile después del Maratón de Santiago.

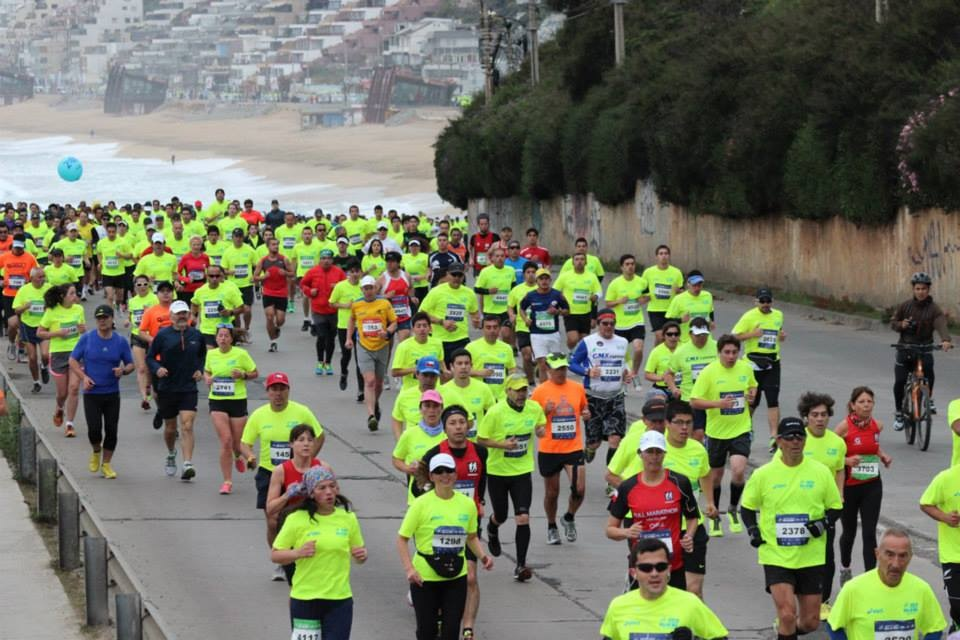
Trayecto costero del Maratón Internacional de Viña del Mar 2013

## Antecedentes
| Año  | Nombre                                          | Fecha          | Cupo máximo | Distancia máxima | Productora |
| ---- | ----------------------------------------------- | -------------- | ----------- | ---------------- | ---------- |
| 2008 | Full Marathon 10 km Viña del Mar 2008           | 5 de octubre   | 500         | 10k              | Olimpo     |
| 2009 | 10K Full Marathon 2009                          | 4 de octubre   | 1000        | 10k              | Olimpo     |
| 2010 | Fullmarathon 10K 2010                           | 7 de noviembre | 2000        | 10k              | Prokart    |
| 2011 | Media Maratón de Viña del Mar-Fullmarathon 2011 | 9 de octubre   | 3000        | 21k              | Prokart    |
| 2012 | Media Maratón de Viña del Mar 2012              | 14 de octubre  | 3000        | 21k              | Prokart    |

## Datos de su realización
| Año  | Fecha         | Cupo máximo | Productora | Auspiciador Deportivo |
| ---- | ------------- | ----------- | ---------- | --------------------- |
| 2017 | 1 de octubre  | 10000       | Prokart    | Adidas                |
| 2016 | 2 de octubre  | 9000        | Prokart    | Adidas                |
| 2015 | 4 de octubre  | 8000        | Prokart    | Adidas                |
| 2014 | 12 de octubre | 7000        | Prokart    | Under Armour          |
| 2013 | 13 de octubre | 5000        | Prokart    | Asics                 |

## Participantes

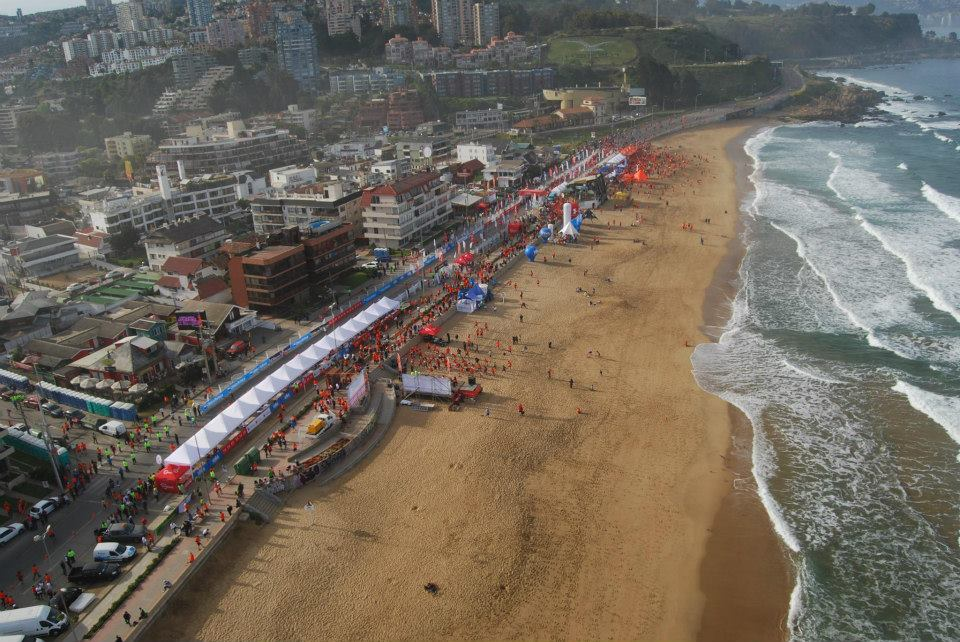
Toma Aérea del Maratón Internacional de Viña del Mar 2014

### Todas las categorías
| Año  | Oficial | 42K (Finalistas) | 21K (Finalistas) | 10K (Finalistas) | Extraoficial |
| ---- | ------- | ---------------- | ---------------- | ---------------- | ------------ |
| 2017 | 10.000  | 1.283 (852)      | 4.881 (3.666)    | 3.836 (2.993)    |              |
| 2016 | 9.000   | (878)            | (3.655)          | (2.447)          |              |
| 2015 | 8.000   | (625)            | (2.758)          | (2.433)          |              |
| 2014 | 7.000   | 797 (474)        | 3.370 (2.448)    | 2.833 (2.105)    |              |
| 2013 | 5.000   |                  | (1.599)          |                  |              |

## Palmarés

### Categoría masculina
| Año  | Ganador       | País  | Tiempo  | Nota                |
| ---- | ------------- | ----- | ------- | ------------------- |
| 2013 | Eugenio Galáz | Chile | 2:25:17 |                     |
| 2014 | Eugenio Galáz | Chile | 2:26:22 | Segundo triunfo     |
| 2015 | Leslie Encina | Chile | 2:17:46 | Récord del circuito |
| 2016 | Leslie Encina | Chile | 2:22:00 | Segundo triunfo     |
| 2017 | César Díaz    | Chile | 2:27:30 |                     |

### Categoría femenina
| Año  | Ganador        | País  | Tiempo  | Nota                |
| ---- | -------------- | ----- | ------- | ------------------- |
| 2013 | Natalia Romero | Chile | 2:47:33 |                     |
| 2014 | Clara Morales  | Chile | 2:52:00 |                     |
| 2015 | Erika Olivera  | Chile | 2:42:10 | Récord del circuito |
| 2016 | Clara Morales  | Chile | 2:56:13 | Segundo triunfo     |
| 2017 | Clara Morales  | Chile | 2:54:23 | Tercer triunfo      |

### Victorias por país
| País  | Hombres | Mujeres | Total |
| ----- | ------- | ------- | ----- |
| Chile | 5       | 5       | 10    |